# Дейдей, Евгений Сергеевич
Евге́ний Серге́евич Дейде́й (укр. Євген Сергійович Дейдей; 12 июля 1987, Рени, Одесская область) — украинский военный, государственный и политический деятель, координатор батальона патрульной службы милиции специального назначения «Киев-1» Главного управления МВД Украины в Киеве. Депутат Верховной рады Украины с 27 ноября 2014 года, советник министра внутренних дел Украины.

## Биография

### Ранние годы, разбойные нападения
Родился 12 июля 1987 года в Одесской области.
Отец — депутат городского совета города Рени Сергей Яковлевич Дейдей, в 2011 году был осуждён приговором Измаильского горрайонного суда Одесской области за мошенничество. Брат Сергей, мать — Ольга Николаевна Дейдей (Волкова).
В 2004 году в 17-летнем возрасте участвовал в акциях протеста во время «Оранжевой революции». В интервью, данном в 2015 году, заявил о том, что имеет два высших образования: закончил политех по специальности «менеджер организации» и юракадемию по специальности «институт прокуратуры и следствия».
2 февраля 2011 года Евгений Дейдей и Алексей Ляховольский совершили первое разбойное нападение на прохожих A.M. и С. В. Трандасир на 1-м Студенческом переулке в Одессе. Угрожая обрезом охотничьего ружья и пистолетом, злоумышленники стали избивать граждан, после чего забрали у них мобильный телефон и деньги.
Вечером того же дня Дейдей и Ляховольский повторили разбойное нападение на двух мужчин — А. А. Хмурого и И. А. Сакала — на углу улицы Краснослободской и Яши Гордиенко. Последний сумел убежать, Хмурый же отдал свой мобильный телефон. После этого Ляховольский ударил пистолетом гражданина, от чего тот потерял сознание, а нападавшие скрылись с места преступления.
В ночь на 3 февраля возле дома № 3 по улице Островского преступники совершили третье нападение на группу граждан — С. Б. Сивоплясова, Д. В. Шевчука и В. В. Рудковскую. После отказа отдать материальные ценности Дейдей и Ляховольский стали избивать мужчин. Во время избиения потерявшего сознание Сивоплясова их заметили сотрудники милиции. Ляховольский был задержан при попытке скрыться с места преступления. 11 февраля, после возбуждения уголовного дела, также был задержан и Дейдей.
Подсудимые Дейдей и Ляховольский свою вину в совершении преступлений полностью признали. 23 марта 2012 года Суворовский районный суд города Одессы приговорил Евгения Дейдея и Алексея Ляховольского за разбойное нападение к пяти годам лишения свободы без конфискации имущества (с отсрочкой на три года).
Осуждённые должны были являться в органы уголовно-исполнительной системы в течение испытательного срока и, согласно постановлению Любашевского районного суда Одесской области от 6 апреля 2015 года, Ляховольский был освобождён от назначенного наказания. Дейдей с конца 2013 года стал скрываться от органов, однако не был объявлен в розыск. После начала акций протестов на Украине Евгений Дейдей стал сотником 7-й сотни «Самообороны Майдана».

### Вооружённый конфликт на востоке Украины
В 2014 году Евгений Дейдей стал координатором батальона патрульной службы милиции специального назначения «Киев-1» Главного управления МВД Украины в Киеве. 10 сентября 2014 на съезде партии «Народный фронт» вместе с другими командирами добровольческих батальонов был включён в состав Военного совета Украины.
24 февраля 2015 года в районе Марьинки из РПГ-7 был обстрелян автомобиль, в котором ехал Дейдей. Ему удалось скрыться с места обстрела вместе с двумя бойцами батальона «Киев-1». Позже они добрались до Кураховского райотдела.
14 июля 2017 года получил осколочное ранение ноги 82-миллиметровым снарядом в Авдеевке. Об этом сообщили сослуживцы народного депутата по батальону «Киев-1». В связи с этим Прокуратура Украины открыла уголовное производство. По данным украинских журналистов, в то время, когда Евгений Дейдей находился в Авдеевке, не было зафиксировано обстрелов из тяжёлого вооружения. Позже появилось уточнение, что депутат был ранен в жилом квартале на улице Школьная в Старой Авдеевке, но и в этом районе не было зафиксировано обстрелов. Через два дня Дейдей сообщил в социальной сети Facebook, что его ранение лёгкое:

Мне не оторвало полноги, не контузило, не убило — это лёгкое ранение.

### Народный депутат Украины
Во время Евромайдана познакомился с рядом политиков, которые занимали или впоследствии заняли высокие посты в руководстве Украины — Арсением Яценюком, Арсеном Аваковым, Александром Турчиновым. О решении стать парламентарием Евгений Дейдей сказал следующее:
В Верховную раду я решил идти, потому что увидел там людей, отличающихся от тех политиков, которые были до нас и, кроме грабежа и воровства, больше ничем не занимались. А в этих людях я увидел перспективу и решил за ними идти.
В 2014 году был избран в Верховную раду Украины (VIII созыва) по списку партии «Народный фронт». В марте 2015 года стал членом межфракционного депутатского объединения «Депутатский контроль».
6 февраля 2015 года ряд СМИ опубликовал фотографии переписки депутата «Народного фронта» Александра Кодолы с Евгением Дейдеем. Последний пообещал 1,5 тыс. долларов за то, чтобы Кодола «задал вопрос» генеральному прокурору Украины Виталию Яреме во время его выступления в Верховной раде. Кодола действительно спросил о бывшем первом заместителе прокурора Печерского района Киева и на тот момент прокуроре Приморского района Одессы Александре Кузьменко, который противодействовал активистам «Евромайдана».
Согласно данным источников в правоохранительных органах, в 2015 году Евгений Дейдей с супругой четыре раза летал на частном самолёте Дениса Дзензерского, помощник которого Игорь Линчевский (по версии Дейдея) дал в долг Инге Дейдей 3,5 млн гривен. Вместе с ними летали в Берлин и возвращались в Киев из Парижа, Канн и Будапешта депутаты Татьяна Донец и Андрей Павелко.
В марте 2016 года руководитель «Укргаздобычи» Олег Прохоренко обратился в Национальное антикоррупционное бюро, Генпрокуратуру и Национальную полицию с требованием расследовать деятельность депутатов Максима Полякова и Евгения Дейдея, которые, по его словам, оказывают давление на компанию. Дейдей протестовал против привлечения Андрея Токаря на должность директора по вопросам материально-технического обеспечения «Укргаздобычи» — на основании того, что тот прежде работал на Саратовском НПЗ:
Как такой стратегический объект как «Укргаздобыча» может находиться под руководством прихвостней Путина?! Такого нельзя допустить!
Также нардеп участвовал в митинге у здания «Укргаздобычи», и передал руководству компании письмо с требование уволить Токаря. Исполнительный директор «Укргаздобычи» Александр Романюк отметил, что такая позиция отпугивает иностранных работников, владеющих русским или английским языком, и обладающих опытом, которого нет у украинских граждан.
Губернатор Одесской области Михаил Саакашвили в июле 2016 года обвинил Дейдея в том, что тот от имени Арсена Авакова блокировал привлечение латвийских инвестиций в порт города Рени. Также Саакашвили в резкой форме выразил возмущение уголовным прошлым нардепа:
В Ренийский порт мог вложить €6 млн латвийский инвестор, несколько сотен ренийцев могли бы получить работу. Это депрессивный порт. Но звонит мне и главе порта четырежды судимый депутат Дейдей и от имени главы МВД говорит, что латвийцев нельзя пускать. Причём тут МВД к порту в Рени? Почему вообще четырежды судимый сидит в парламенте и позволяет себе звонить, обсуждая со мной такие темы?
В мае 2017 года Генеральный прокурор Украины Юрий Луценко сообщил, что в Верховную раду направлен запрос на снятие депутатской неприкосновенности с Евгения Дейдея, который подозревается в нарушении статьи 368 прим. 2 Уголовного кодекса Украины (незаконное обогащение). 3 июля Луценко в ходе заседания регламентного комитета Рады представил записи телефонных разговоров по делу о займе супруги Дейдея 3,5 млн гривен у бизнесмена Игоря Линчевского. Эти записи не подтверждают происхождение денег через заём.
В материалах Прокуратуры, направленных в июле 2017 года в Верховную раду для снятия депутатской неприкосновенности с Дейдея, указано следующее:
1. С 1 июня 2009 по 31 декабря 2016 года Евгений Дейдей заработал 241 883,3 гривен.
2. Его бывшая супруга Инга Дейдей с 14 сентября 2007 по 31 декабря 2016 года получила общий доход в размере 1 198 822,5 гривен.
3. Совокупный доход семьи Дейдея составил 1 440 705,84 гривен.
4. В декларации Евгения Дейдея указано, что Инга имеет финансовые обязательства перед Игорем Линчевским на сумму 3,5 млн гривен.
5. В рамках досудебного расследования установлено, что договор займа между Ингой Дейдей и Игорем Линчевским не был оформлен, а деньги не передавались.
6. При общем доходе в 1 440 705,84 гривен, Евгений Дейдей официально указал активы на 6 133 690,95 гривен — квартиру в Киеве за 2 893 993,06 гривен, два автомобиля Audi Q7 (1 574 818,67 гривен и 1 664 879,22 гривен)[18][26].

Комментируя сложившуюся ситуацию, Дейдей назвал заместителя главы Антикоррупционного бюро Гизо Углаву своим врагом и добавил, что «грузины не должны править» Украиной. Он добавил, что возможное лишение депутатской неприкосновенности — это результат мести Саакашвили.
1 ноября 2018 года был включён в список украинских физических лиц, против которых российским правительством введены санкции.
В ноябре 2018 года в порту Рени в рамках борьбы с контрабандой леса Евгений Дейдей вместе с народными депутатами Украины пресекли незаконную деятельность по экспорту леса.

### Акция «Стоп казино»
По инициативе народного депутата Евгения Дейдея и активистов акции «Стоп казино» начиная с февраля 2019 года в Одессе проводятся совместные рейды по нелегальным залам игровых автоматов. Во время рейдов активисты оставляют на заведениях метку и вызывают полицию для изъятия техники и опечатывания помещений. Всего за время проведения акции только в Одессе было обнаружено порядка 300 казино.

## Доходы
В 2013 году Дейдей не задекларировал никаких доходов. Ему принадлежала 15-летняя Toyota Corolla, а его жене Инге — 5-летняя Subaru Tribeca. В 2014 году Инга Дейдей, заработавшая за год 14,5 тыс. гривен, приобрела Chevrolet Camaro 2013 года выпуска.
Camaro была продана в следующем году за 700 тыс. гривен, вместо неё были приобретены два автомобиля Audi Q7 на общую сумму 3,5 млн гривен. Согласно декларации, деньги взялись за счёт займа, данного Инге. В 2015 году Евгений Дейдей задекларировал расходы на строительство квартиры в 2,737 млн гривен — без указания источника этих денег. По данному факту НАБУ открыло уголовное производство по статье 368-2 Уголовного кодекса Украины («Незаконное обогащение»).
Также на конец 2015 года Евгений Дейдей задекларировал 30 тыс. долларов наличными, а его бывшая супруга — 41 тыс. долларов и 350 тыс. гривен. При этом зарплата депутата за год составила 70,6 тыс. гривен, плюс 80,5 тыс. возмещений за исполнение полномочий, а также 180 тыс. гривен в качестве компенсации за аренду жилья, тогда как Инга заработала 39 тыс. гривен.
По данным расследования, проведённого независимым журналистом Владимиром Бойко, Евгений Дейдей является владельцем парка элитных автомобилей: Infiniti FX35 (2009 года выпуска), Chevrolet Camaro (2012 года), Audi A7 (2011 года), Toyota Land Cruiser 200 (2013 года), Porsche Cayenne (2011 года), а также два вышеуказанных Audi Q7 2015 года выпуска.

## Награды
- Орден «За мужество» III степени — 2 августа 2014 года[38]. 19 сентября 2018 года в официальной правительственной газете «Урядовий кур’єр» появилось сообщение, в котором орден «За мужество» (вместе с орденской книжкой), полученный Дейдеем, объявлен утерянным[39][40][41].
- Наградное оружие — пистолет «Glock 17» (11 марта 2015)[42].
- Юбилейная медаль «25 лет независимости Украины» — 19 августа 2016 года[43]

## Личная жизнь
В начале 2018 года Евгений Дейдей развёлся со своей первой супругой Ингой. 14 мая того же года Дейдей женился во второй раз — его новой женой стала дочь прокурора Виктории Кравчук — Дарья Ледовских.
14 января 2019 года у пары родился первенец — сын Денис.

## Заявление о смерти
10 марта 2022 года супруга Дейдея сообщила о его кончине, при этом обстоятельств смерти она не уточнила. В комментарии изданию «Украинская правда» она заявила, что её проинформировали о гибели мужа. В то же время, на вопрос, кто именно сообщил и при каких обстоятельствах произошла смерть Дейдея, она не ответила. Несколько источников из украинской пограничной службы, по информации издания, утверждают, что Дейдей жив и нелегально покинул страну.